# Davidshall
Davidshall är ett delområde i stadsdelen Centrum i Malmö. Området var förr en del av stadsdelen Södra Förstaden.
Området avgränsas av Södra Förstadsgatan, Regementsgatan, Fersens väg och Östra Rönneholmsvägen. Det består främst av privata hyreshus från tidigt 1900-tal, ofta fyra våningar höga. Längs Södra Förstadsgatan, som är gågata, och Davidshallsgatan (dessa gator är parallella), finns ett flertal butiker. Vid tvärgatan Storgatan finns biografen Filmstaden.
Davidshallstorg ligger mitt i området. Torget omges av restauranger och uteserveringar och i den norra delen finns gamla polishuset. Kommunen har planer på att bygga ett parkeringshus under torget, för att bli av med den nuvarande bilparkeringen som täcker halva torget. 
På senare år har Davidshall genomgått en omfattande förändring. Hyresrätterna, en gång arbetarbostäder, har i allt högre grad omvandlats till bostadsrätter. Denna förändringsprocess pågår fortfarande. Gator som Kockumsgatan tillhör numera Malmös dyraste gator. Kvarteret kännetecknas sedan millennieskiftet även av ett rikligt utbud av dyrare restauranger, kaféer och modebutiker.
Davidshall angörs (2023) av busslinjer  1, 2, 7, 8, 35 och 84 som passerar dess mitt utmed Davidshallsgatan med en hållplats (Davidshall). I norr (endast mellan Fersens väg och Morescobron) trafikeras området av linje 4 med en hållplats (Stadsbiblioteket). I väst, utmed Fersens väg, trafikeras Davidshall av linjer 1 och 150 med två hållplatser (Stadsbiblioteket och Malmö Opera). Varav linje 150 inte stannar på Malmö Opera. Den busslinjen kör direkt till nya hållplatsen Malmö Pildamarna där linje 3 stannar samt att det är i nära anslutning till Sjukhuset. Ingen busstrafik i syd utmed Östra Rönneholmsvägen och i norr utmed Regementsgatan på sträckan Morescobron–Davidshallsbron, och sedan 2010 i öst utmed Södra Förstadsgatan.
Då f.d. statsminister Göran Persson fortfarande var hemmavarande i Malmö, var han bosatt i en etagevåning på Fersens väg.

## Historia
Frans Henrik Kockum d.ä. inköpte 1838 egendomen Holmen i områdets sydvästra del och lät där uppföra sin sommarbostad. Efter att ha förvärvat ytterligare mark i området anlade han där 1840–1841 gjuteri och mekanisk verkstad, Kockums Mekaniska Werkstad, vilken verksamhet med tiden utvecklades betydligt. Koncentrationen av verksamheten till Västra hamnområdet avslutades först 1913. I området fanns under åren 1862–1886 även det välbesökta värdshuset Davidshall, vars innehavare David Lenander fått ge namn åt det nuvarande torget och området Davidshall. Vid Kärleksgatan låg från 1882 Holmehus, en privat sinnessjukanstalt för kvinnor, vilken drevs av fröken Sophie Hermansson och där förnäma borgardamer som drabbats av psykisk ohälsa vårdades.
Stadsplanen för området togs fram 1924 av dåvarande stadsingenjören Erik Bülow-Hübe. Byggnaderna kring torget i 1920-talsklassicistisk stil uppfördes under åren 1928–1934, några av byggmästaren Eric Sigfrid Persson. Torgets södra del, som idag används som parkeringsplats, var ursprungligen tänkt för en byggnad åt Malmö stadsbibliotek, något som aldrig blev förverkligat.